# Katedra św. Piotra i Pawła w Zeitz
Katedra św. Piotra i Pawła w Zeitz (niem. Dom St. Peter und Paul zu Zeitz lub Zeitzer Dom) – kościół rzymskokatolicki położony w Zeitz (kraj związkowy Saksonia-Anhalt) przy ul. Schlossstrasse 7. W latach 968–1029 był siedzibą biskupów diecezji Naumburg-Zeitz przeniesioną następnie do pobliskiego Naumburga. Pełni funkcję kolegiaty.
Obecnie jest to kościół parafialny, nazywany jednak zwyczajowo katedrą.

## Historia

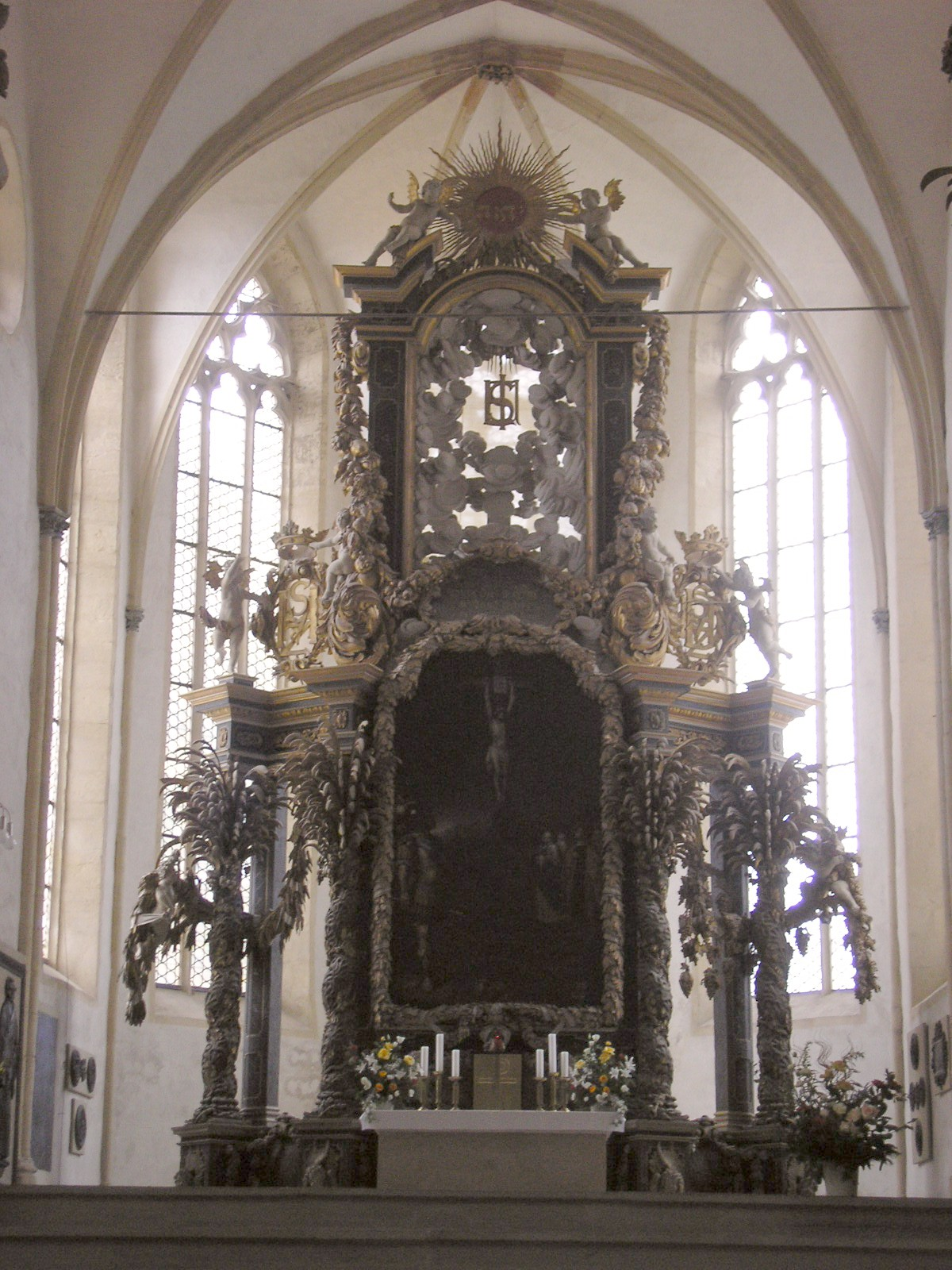
Ołtarz główny

W I poł. X w. Ludolfingowie założyli w Zeitz rezydencję cesarską, w skład której wchodził również kościół, poprzednik dzisiejszej katedry. Wraz z erygowaniem biskupstwa rozpoczęto budowę pierwszej kolegiaty zwanej katedrą. Wykopaliska pod dzisiejszym założeniem nie dostarczyły jednoznacznych dowodów na istnienie tego pierwotnego kościoła. Po 1028 kontynuowano budowę, która dobiegła końca ok. 1100. Duże fragmenty tej budowli zachowały się do czasów współczesnych. Najprawdopodobniej sześć wschodnich, pozbawionych ozdób kolumn w krypcie to pozostałości pierwszej budowli z czasów ottońskich.
W końcu XIII w. zbudowano poligonalnie zamknięte prezbiterium. W XIV i XV w. dokonano przebudowy świątyni z romańskiej bazyliki na gotycki kościół halowy.
W XVI w. Zeitz czasowo było rezydencją biskupią.
Po tym jak Zeitz w 1656 stało się rezydencją książąt Sachsen-Zeitz, książę Moritz von Sachsen-Zeitz zlecił przebudowę katedry na kaplicę zamkową dla swego zamku Moritzburg. W trakcie barokowej przebudowy wyburzono obie wieże katedry a we wnętrzu zbudowano lożę książęcą.
Stan budowli pogorszył się znacznie w czasach powojennych; w 1982 runął narożny południowo-zachodni filar przy skrzyżowaniu naw uszkadzając poważnie gotyckie sklepienie. Dopiero po zjednoczeniu Niemiec mogły zostać podjęte prace renowacyjne przy katedrze. W 1998 dokonano powtórnej konsekracji kościoła, a w 2004 renowacja dobiegła końca.

## Architektura
Katedra jest budowlą trzynawową, bezwieżową, w zasadniczym zrębie romańską. Wewnątrz zachowało się wiele późnogotyckich malowideł ściennych, np. z wyobrażeniem Chrystusa (ok. 1440, później częściowo zamalowanych w trakcie kolejnych przebudów – jak w loży książęcej). Przy filarach nawy środkowej znajdują się naturalnej wielkości rzeźby apostołów (I poł. XV w.) Większość nagrobków i brązowych płyt nagrobnych pochodzi z XV i XVI w.
Z czasów barokowej przebudowy pochodzi bogato zdobiony ołtarz główny, ambona i loża książęca.
Zachowana krypta zalicza się do najstarszych dolnych kościołów w Europie środkowej.
Z dawnej zabudowy kolegiackiej zachowały się w południowej części świątyni fragmenty budowli romańskiej i krużganków (ok. 1400).